# Bassam Tibi
Bassam Tibi (tiếng Ả Rập: بسام طيبي), sinh ngày 4 tháng 4 năm 1944 tại Damascus, sang Đức vào năm 1962, đã lấy quốc tịch Đức trong năm 1976. Ông là một nhà khoa học chính trị và giáo sư quan hệ quốc tế. Trong giới hàn lâm, ông được biết đến với phân tích của ông về quan hệ quốc tế và những giới thiệu về Hồi giáo để nghiên cứu các cuộc xung đột quốc tế và nền văn minh nhân loại. Tibi có lẽ được biết đến nhiều nhất khi giới thiệu các khái niệm gây tranh cãi của châu Âu như Leitkultur cũng như các khái niệm về Euroislam (đạo Hồi châu Âu) cho sự hội nhập của những người nhập cư Hồi giáo ở châu Âu. Ông cũng là người sáng lập Islamology như một môn khoa học xã hội nghiên cứu về Hồi giáo và xung đột trong chính trị hậu lưỡng cực. Tibi đã thực hiện nghiên cứu ở các nước châu Á và châu Phi. Ông xuất bản các bài viết và sách báo bằng tiếng Anh, tiếng Đức và tiếng Ả Rập.